# Sarah Pochin
Sarah Joanne Pochin (née Hyde en 1969) est une femme politique britannique du Reform UK qui est députée de Runcorn et Helsby depuis mai 2025.
Ancienne conseillère conservatrice, puis indépendante, elle quitte le parti et rejoint Reform UK. Elle détient actuellement le record de la plus petite marge de victoire dans l'histoire moderne des élections partielles britanniques, ayant gagné son siège sur le parti travailliste avec seulement six voix d'avance.

## Jeunesse et carrière
Née en 1969 dans le Gloucestershire, elle fait ses études à l'Haberdashers' Monmouth School for Girls (aussi dite Habs Girls Monmouth) de 1980 à 1987. Elle étudie ensuite la banque et la finance à l'Université de Loughborough, obtenant un BSc en 1991.
Pochin vit dans le Cheshire depuis plus de 30 ans. Elle est juge de paix et travaille pour Shell plc et Novar plc, puis dans le secteur du bricolage,,.
Pochin est réprimandée en 2018 par le Bureau des enquêtes sur la conduite judiciaire (JCIO) pour mauvaise conduite pendant son mandat de magistrat. Le JCIO estime que Pochin a utilisé sa position judiciaire pour influencer les opinions de ses collègues dans un contexte politique et a violé la confidentialité en publiant la plainte contre elle. Le JCIO déclare que ses actions « étaient en deçà des normes attendues d'un magistrat ».

## Carrière politique

### Parti Conservateur
Elle entre en politique au Parti conservateur, représentant le quartier de Willaston et Rope après avoir remporté le siège de Brian Silvester de l'UKIP, en proie à un scandale, lors des élections du conseil de Cheshire East en 2015,,. Lors des élections du conseil de Cheshire East de 2019, Pochin se présente dans le quartier de Bunbury, où elle est élue. Pochin se présente comme candidate conservatrice dans la circonscription de Bolton Sud-Est aux élections générales de 2017, où elle est battue par la députée travailliste sortante, Yasmin Qureshi.
En mars 2020, une rupture se produit entre Pochin et ses collègues conservateurs du conseil lorsqu'elle accepte le poste de maire de Cheshire East, proposé par l'administration travailliste-indépendante au pouvoir. Cette décision conduit à sa suspension et à son expulsion ultérieure du groupe conservateur au conseil, car cela est considéré comme une violation des règles du parti. Après son expulsion, Pochin continue à siéger en tant que membre indépendante du conseil. Initialement prévue pour devenir maire au cours de l'année municipale 2020/21, elle occupe ce poste en 2021/22 en raison de la pandémie de COVID-19, qui entraîne le report de la cérémonie de prestation de serment prévue.
En 2022, Pochin rejoint le Parti conservateur pour participer à l'élection à la direction du Parti conservateur de juillet à septembre 2022. Cette décision conduit à sa suspension du Cheshire East Independent Group, car elle viole les règles du groupe interdisant l'adhésion à des partis politiques,.

### Reform UK
Pochin est candidate de Reform UK pour l'élection partielle de Runcorn et Helsby en 2025, qui a été déclenchée par le démission de Mike Amesbury de son poste de député à la suite d'une condamnation pour agression à la suite d'une altercation physique avec un électeur,.
Elle bat Karen Shore du Parti travailliste, renversant ainsi la majorité de 14 700 voix obtenue par le Parti travailliste lors des élections générales moins de 10 mois plus tôt, par 6 voix, la majorité la plus étroite lors d'une élection partielle parlementaire de l'histoire britannique moderne,. Cette victoire intervient dans un contexte de hausse du soutien à Reform UK lors des élections locales organisées dans tout le pays le même jour, qui sont considérées comme un test clé de la popularité du gouvernement Starmer,. Elle est la première députée non travailliste élue à Runcorn depuis plus de cinquante ans.